# 부산솔빛학교
부산솔빛학교는 부산광역시 사상구 삼락동에 위치한 정신지체 및 지체장애인을 위한 공립 특수학교이다.

## 연혁
- 2003년 9월 1일 : 폐교된 옛 삼락초등학교 부지에 개교